# Nathan Evans (sanger)
Nathan Evans (født 19. december 1994) er en skotsk sanger fra Airdrie, Skotland, der er bedst kendt for at synge sømandsviser. Evans blev berømt i 2020 ved at lægge videoer af sig selv der sang på TikTok. I 2021 udgav han et cover af sangen "Wellerman" der nåede førstepladsen på UK Singles Chart og kom på hitlisterne i flere andre lande.
I 2022 medvirkede han på single "Santiano" med det tyske band af samme navn.

## Diskografi

### Albums
| Titel                 | Detaljer | Højeste hitlisteplacering | Højeste hitlisteplacering | Højeste hitlisteplacering | Højeste hitlisteplacering |
| Titel                 | Detaljer | SCO                       | UK                        | GER                       | SWI                       |
| --------------------- | --- | ------------------------- | ------------------------- | ------------------------- | ------------------------- |
| Wellerman – The Album | - Udgivet: 4 November 2022 - Pladeselskab: Electrola, Universal Music - Format: CD, digital download, streaming          | —                         | —                         | 12                        | 30                        |
| 1994                  | - Udgivet: 8 November 2024 - Pladeselskab: Better Now Records, Universal Music - Format: CD, digital download, streaming | 1                         | 26                        | 34                        | 65                        |

### Singler
| Titel                                                                        | År   | Højeste hitlisteplacering | Højeste hitlisteplacering | Højeste hitlisteplacering | Højeste hitlisteplacering | Højeste hitlisteplacering | Højeste hitlisteplacering | Højeste hitlisteplacering | Højeste hitlisteplacering | Højeste hitlisteplacering | Højeste hitlisteplacering | Certificeringer                                                                                | Album                 |
| Titel                                                                        | År   | UK                        | AUS                       | AUT                       | BEL (FL)                  | GER                       | IRL                       | NLD                       | NOR                       | SWE                       | SWI                       | Certificeringer                                                                                | Album                 |
| ---------------------------------------------------------------------------- | ---- | ------------------------- | ------------------------- | ------------------------- | ------------------------- | ------------------------- | ------------------------- | ------------------------- | ------------------------- | ------------------------- | ------------------------- | ---------------------------------------------------------------------------------------------- | --------------------- |
| "All I Want" / "Riptide" / "Leave Her Johnny"                                | 2020 | —                         | —                         | —                         | —                         | —                         | —                         | —                         | —                         | —                         | —                         |                                                                                                | Non-album singles     |
| "Memories"                                                                   | 2020 | —                         | —                         | —                         | —                         | —                         | —                         | —                         | —                         | —                         | —                         |                                                                                                | Non-album singles     |
| "YOU."                                                                       | 2020 | —                         | —                         | —                         | —                         | —                         | —                         | —                         | —                         | —                         | —                         |                                                                                                | Non-album singles     |
| "Hollywood (Acoustic)"                                                       | 2020 | —                         | —                         | —                         | —                         | —                         | —                         | —                         | —                         | —                         | —                         |                                                                                                | Non-album singles     |
| "Wellerman (Sea Shanty)" (solo or 220 Kid x Billen Ted remix)                | 2021 | 1                         | 62                        | 1                         | 1                         | 1                         | 2                         | 1                         | 1                         | 9                         | 1                         | - BPI: Platin - BEA: Guld - BVMI: 3× Guld - GLF: Platin - IFPI AUT: 3× Platin - IFPI SWI: Guld | Wellerman – The Album |
| "Told You So" (solo or Digital Farm Animals remix)                           | 2021 | —                         | —                         | —                         | 23                        | —                         | —                         | —                         | —                         | —                         | —                         |                                                                                                | Non-album singles     |
| "Ring Ding (A Scotsman's Story)"                                             | 2021 | —                         | —                         | —                         | —                         | —                         | —                         | —                         | —                         | —                         | —                         |                                                                                                | Non-album singles     |
| "Merry Christmas Everyone" / "Driving Home for Christmas" / "Auld Lang Syne" | 2021 | —                         | —                         | —                         | —                         | —                         | —                         | —                         | —                         | —                         | —                         |                                                                                                | Non-album singles     |
| "The Last Shanty"                                                            | 2022 | —                         | —                         | —                         | —                         | —                         | —                         | —                         | —                         | —                         | —                         |                                                                                                | Wellerman – The Album |
| "Drunken Sailor"                                                             | 2022 | —                         | —                         | —                         | —                         | —                         | —                         | —                         | —                         | —                         | —                         |                                                                                                | Wellerman – The Album |
| "Drunken Sailor" (Harris & Ford remix)                                       | 2022 | —                         | —                         | —                         | —                         | —                         | —                         | —                         | —                         | —                         | —                         |                                                                                                | Wellerman – The Album |
| "Catch You When You Fall"                                                    | 2023 | —                         | —                         | —                         | —                         | —                         | —                         | —                         | —                         | —                         | —                         |                                                                                                | 1994                  |
| "Days of Our Lives"                                                          | 2023 | —                         | —                         | —                         | —                         | —                         | —                         | —                         | —                         | —                         | —                         |                                                                                                | 1994                  |
| "Driving to Nowhere"                                                         | 2023 | —                         | —                         | —                         | —                         | —                         | —                         | —                         | —                         | —                         | —                         |                                                                                                | 1994                  |
| "Heather on the Hill"                                                        | 2024 | 42                        | —                         | —                         | —                         | —                         | 30                        | —                         | —                         | —                         | —                         | - BPI: Sølv                                                                                    | 1994                  |
| "Highland Girl"                                                              | 2024 | —                         | —                         | —                         | —                         | —                         | —                         | —                         | —                         | —                         | —                         |                                                                                                | 1994                  |
| "Home" (med Saint Phnx)                                                      | 2024 | —                         | —                         | —                         | —                         | —                         | —                         | —                         | —                         | —                         | —                         |                                                                                                | Non-album single      |
| "100 Miles"                                                                  | 2024 | —                         | —                         | —                         | —                         | —                         | —                         | —                         | —                         | —                         | —                         |                                                                                                | 1994                  |
| "Flowers in the Water"                                                       | 2024 | —                         | —                         | —                         | —                         | —                         | —                         | —                         | —                         | —                         | —                         |                                                                                                | 1994                  |
| "Sweet Mountain Rose"                                                        | 2024 | —                         | —                         | —                         | —                         | —                         | —                         | —                         | —                         | —                         | —                         |                                                                                                | 1994                  |
| "Perfect Storm"                                                              | 2024 | —                         | —                         | —                         | —                         | —                         | —                         | —                         | —                         | —                         | —                         |                                                                                                | 1994                  |
| "Old Man's Grace"                                                            | 2025 | —                         | —                         | —                         | —                         | —                         | —                         | —                         | —                         | —                         | —                         |                                                                                                |                       |

### Musikvideoer
| Titel                                                 | År   |
| ----------------------------------------------------- | ---- |
| "Wellerman (Sea Shanty / 220 KID x Billen Ted Remix)" | 2021 |
| "Wellerman (Sea Shanty)"                              | 2021 |
| "Ring Ding (A Scotsman's Story)"                      | 2021 |
| "Told You So (Digital Farm Animals Remix)"            | 2021 |
| "Told You So"                                         | 2021 |
| "Driving Home for Christmas"                          | 2021 |
| "Merry Christmas Everyone"                            | 2021 |
| "Auld Lang Syne"                                      | 2021 |
| "The Last Shanty"                                     | 2022 |
| "Drunken Sailor"                                      | 2022 |
| "The Banks of Sacramento"                             | 2022 |